# Urban Dictionary
Urban Dictionary es un sitio web que contiene un diccionario de jerga de palabras y frases en idioma inglés. Desde 2009, el sitio contiene más de cuatro millones de definiciones. Las entradas están reguladas por editores voluntarios y valoradas por los visitantes del sitio.
Anita Hamilton del Time incluyó al Urban Dictionary en su lista de los 50 mejores sitios web de 2008.

## Historia
El sitio web fue fundado en 1999 por Aaron Peckham, que entonces era un estudiante de primer año de ciencias informáticas en la Universidad Politécnica estatal de California. 

## Contenido
Las definiciones del Urban Dictionary están destinadas a ser de palabras, frases y rarezas de jergas o subculturas, que no se encuentra en los diccionarios estándar. La mayoría de las palabras tienen múltiples definiciones, ejemplos de uso, y etiquetas.
Términos racistas, homófobos o sexistas son aceptables siempre y cuando sus definiciones sólo documenten el uso de esas difamaciones y no sean por sí mismos abusivos. Las directrices de la web recomiendan a los colaboradores y editores voluntarios que eviten las definiciones que incluyan bromas, referencias a personas no famosas, sinsentidos, anuncios, o descripciones de violencia sexual.

## Control de calidad
La calidad está regulada democráticamente en dos niveles. En primer lugar, los usuarios registrados votan para aceptar o rechazar las definiciones que se hayan presentado recientemente. Las definiciones aparecen en el diccionario después de recibir un margen de votos considerable entre "aceptación" y "rechazo".
En segundo lugar, las definiciones que ya están en el diccionario puede ser votados "a favor" o "en contra" por cualquier visitante del sitio web. Las definiciones que aparecen en "orden descendente" según el número de votos.

## Libros
En octubre de 2005 una selección de las definiciones de Urban Dictionary fueron publicadas en forma de libro. Un segundo libro fue publicado en 2007.
- Urban dictionary: fularious street slang defined (por Aaron Peckham, 320 páginas, Andrews McMeel, 2005, ISBN 0-7407-5143-3)[4]
- Mo' Urban Dictionary: Ridonkulous Street Slang Defined (por Aaron Peckham, 240 páginas, Andrews McMeel, 2007, ISBN 0-7407-6875-1)